# 吹田市立山田第二小学校

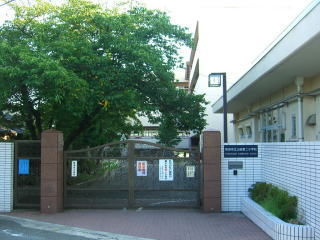
校門

吹田市立山田第二小学校（すいたしりつ やまだだいに しょうがっこう）は、大阪府吹田市にある公立小学校。
三島郡山田村で2番目の小学校として、山田村立山田第一小学校（現在の吹田市立山田第一小学校）から分離し、1952年に開校した。その後地域の宅地開発に伴って児童数が増加したため、従来の校区の一部を山田第三小学校・南山田小学校・東山田小学校の3校の校区へ分離している。

## 沿革
- 1952年4月1日 - 山田村立山田第二小学校として開校。
- 1953年9月 - 校歌を制定（作詞・竹中郁）
- 1955年10月 - 山田村が吹田市に編入されたことに伴い、校名を「吹田市立山田第二小学校」に変更。
- 1963年9月 - アメリカ合衆国オハイオ州インディアンスプリングス校と姉妹校協定を締結。
- 1964年5月 - 学校給食を開始。
- 1965年4月 - 文部省から道徳教育の研究校に指定される。
- 1974年4月1日 - 従来の校区の一部を、新設の吹田市立山田第三小学校校区へ分離。
- 1974年10月 - 校舎火災により3教室を焼失。
- 1977年4月1日 - 吹田市立南山田小学校を分離。
- 1977年4月 - 養護学級を開設。
- 1981年4月1日 - 吹田市立東山田小学校を分離。

## 通学区域
- 吹田市 千里丘上、千里丘中、千里丘下、千里丘北。

卒業後は吹田市立千里丘中学校へ進学する。

## 交通
- 東海道本線（JR京都線） 千里丘駅から北西300m。